# 华测检测
华测检测（深交所：300012）是中華人民共和國一家檢測機構，成立于2003年12月，2009年在创业板上市，也是中國首家上市的檢測機構。2010年開始併購其它公司。2017年，华测检测成立15家相关检测公司。新冠疫情期間，华测检测开发了核酸检测服务。2021年6月，外资持有的华测检测的股份比例已达27.99%。2021年12月，华测检测收購德国易马（imat-uve gmbh）。

## 外部連結
- 官方网站